# Вај-О Ранч (Вајоминг)
Вај-О Ранч (енгл. Y-O Ranch) насељено је место без административног статуса у америчкој савезној држави Вајоминг.

## Демографија
По попису из 2010. године број становника је 195, што је 47 (-19,4%) становника мање него 2000. године.
| Група             | 2000.       | 2010.       |
| Белци             | 228 (94,2%) | 167 (85,6%) |
| Афроамериканци    | 0 (0,0%)    | 3 (1,5%)    |
| Азијати           | 0 (0,0%)    | 0 (0,0%)    |
| Хиспаноамериканци | 14 (5,8%)   | 23 (11,8%)  |
| Укупно            | 242         | 195         |